# Gantömöriin Dashdavaa
Gantömöriin Dashdavaa –en mongol, Гантөмөрийн Дашдаваа– (Ulán Bator, 8 de enero de 1981) es un deportista mongol que compitió en judo. Ganó una medalla en los Juegos Asiáticos de 2002, y tres medallas en el Campeonato Asiático de Judo entre los años 2003 y 2008.

## Palmarés internacional
| Juegos Asiáticos    | Juegos Asiáticos      | Juegos Asiáticos  | Juegos Asiáticos |
| Año                 | Lugar                 | Medalla           | Categoría        |
| ------------------- | --------------------- | ----------------- | ---------------- |
| 2002                | Busan (Corea del Sur) | Medalla de bronce | –66 kg           |
| Campeonato Asiático |                       |                   |                  |
| Año                 | Lugar                 | Medalla           | Categoría        |
| 2003                | Jeju (Corea del Sur)  | Medalla de plata  | –66 kg           |
| 2004                | Almatý ( Kazajistán)  | Medalla de plata  | –66 kg           |
| 2008                | Jeju (Corea del Sur)  | Medalla de bronce | –73 kg           |